# Lepidonectes bimaculata
Lepidonectes bimaculata és una espècie de peix de la família dels tripterígids i de l'ordre dels perciformes.

## Morfologia
- Els mascles poden assolir 6,8 cm de longitud total.[1][2]

## Alimentació
Menja algues i invertebrats petits.

## Hàbitat
És un peix marí, de clima tropical i associat als esculls de corall que viu fins als 15 m de fondària.

## Distribució geogràfica
Es troba al Pacífic sud-oriental: Illa Malpelo (Colòmbia).

## Observacions
És inofensiu per als humans.